# Johan Cornelis Marius van Riemsdijk
Jonkheer Meester Johan Cornelis Marius van Riemsdijk (Maastricht, 16 december 1842 – Utrecht, 30 juni 1895) was een belangrijk amateurmusicus.
Het was een telg uit het geslacht Van Riemsdijk. Hij was zoon van Adrianus Willem Gerrit van Riemsdijk (lid ridderschap van de Provinciale Staten) en Wilhelmina Cornelia de Jonge (rentenierster). Broer Barthold van Riemsdijk was tussen 1897 en 1921 directeur van het Rijksmuseum Amsterdam. Hijzelf trouwde met Cécile Cornélie Barones de Kock. Hij was ridder in de Orde van de Nederlandse Leeuw. Zoon Frederik van Riemsdijk was de eerste Nederlandse vlieger met brevet, maar werd kunstschilder.
Van Riemsdijk doorliep in Utrecht het gymnasium en ging rechten studeren aan de Universiteit van Utrecht (in 1867 was hij juridisch student). In 1868 promoveerde hij tot "doctor in de beide regten" op basis van zijn proefschrift: De beperkte rechtsbevoegdheid van den gefailleerde. Hij trad in dienst bij de Maatschappij tot Exploitatie van Staatsspoorwegen, waar hij via diverse functies opklom tot chef Algemene Zaken, nadat hij eerder daar ook rechtskundig adviseur was.
Al van jongs af aan openbaarde zich belangstelling voor de muziek. Al in Limburg kreeg hij zijn eerste vioollessen van zijn vader en violist August Lehrman; hij zou destijds ook al de podia hebben gestaan. De familie trok in 1854 naar Utrecht, waar tijdens zijn studie lessen volgden van Johann Hermann Kufferath (compositieleer) en violist Herman Jacob Dahmen. Hij ging vervolgens studeren bij violist Hubert Léonard, bekend van het conservatorium in Brussel en ook bij Karl Louis Bargheer in Detmold.
Hij trad toe tot het plaatselijk bestuur van de Maatschappij tot Bevordering der Toonkunst en de Vereeniging voor Nederlandsche Muziekgeschiedenis. Hij had zitting in het bestuur van Collegium Musicum Ultrajectinum (Stadsmuziekcollege), waarvoor/waarover hij een gedenkboek schreef bij het 250-jarig bestaan van het Collegium Musicum Ultrajectinum (1636-1883) uitgegeven door J.L. Beijers.
In die hoedanigheden kon hij samenwerken met Richard Hol, dé muziekman van Utrecht en wist de manier van examineren bij muziekinstanties te moderniseren.
Publicaties volgden:
- Oud-Nederlandsche danswijzen (bewerkt voor piano vierhandig)
- Vierentwintig liederen uit de 15e en 16e eeuw (voor zangstem en piano)
- Hortus Musicus van Johann Adam Reincken (1888)
- De twee eerste musyckboekskens van Tielman Susato (1888)
- Liederen uit den Gedenckclank van Adriaen Valerius (voor zangstem en piano)
- Medewerking aan de verzamelde Werken van Jan Pieterszoon Sweelinck (1894-1901) met een zoektocht naar in Nederland zoekgeraakte werken, maar terug te vinden in het buitenland.

Samen met G. Kalff en Daniël de Lange werkte hij aan de uitgave van het Nederlandsch Volksliederenboek voor de Maatschappij tot Nut van het Algemeen).
Ook op compositorisch gebied was hij beperkt actief. Zo schreef hij muziek bij een uitvoering van Oedipus Rex door Utrechtse studenten en liederen, uitgevoerd onder leiding van Gottfried Mann. Voorts was hij leider van diverse koren in Utrecht en Amsterdam. Hij voerde daarbij het liefst Oud-Nederlandse muziek uit.
- Biblioteca Nacional de España: XX1638616
- Bibliothèque nationale de France: cb16416260r (data)
- Gemeinsame Normdatei: 121583325
- International Standard Name Identifier: 0000 0001 1557 9770
- Library of Congress Control Number: no93009992
- Nederlandse Thesaurus van Auteursnamen: 071520767
- Système universitaire de documentation: 164230386
- Virtual International Authority File: 435807
- WorldCat: E39PBJf48pGHkCccCxJTBkRdwC